# Dem Franchize Boyz
I Dem Franchize Boyz sono un gruppo hip hop statunitense di Atlanta, scritturato nella So So Def Records. È formato da:
- Gerald Tiller, in arte Buddie (1983);
- Maurice Gleaton, in arte Parlae (1983);
- Jamal Willingham', in arte Pimpin (1984);
- Bernard Leverette, in arte Jizzal Man (1983);

Hanno debuttato con la hit White Tee nel 2004 e hanno riscosso recentemente un discreto successo grazie ai singoli Oh, I Think They Like Me e Lean wit It, Rock wit It, entrambi estratti dall'album On Top of Our Game.
I Dem Franchize Boyz sono considerati come i nuovi pionieri del sottogenere di musica hip hop detto Snap.
Il gruppo ha collaborato coi Korn a una versione mixata dei brani Lean Wit It, Rock wit It e Coming Undone dal titolo Coming Undone (Wit It). Ha anche partecipato al singolo della cantante R&B Monica Everytime The Beat Drop e a Pimped Out di Brooke Valentine. Inoltre Jizzal man e Parlae sono apparsi nell'album del rapper DJ Unk dal titolo Beat'n Down Yo Block!. Analogamente, Unk è presente nell'album On Top Of Our Game nella traccia Suckas Come & Try Me.
Nell'aprile del 2007 Parlae è stato arrestato per spaccio e possesso illegale di armi. Buddie ha invece lasciato il gruppo, accusando gli altri membri di non trattarlo adeguatamente. Un mese dopo ha pubblicato il suo primo lavoro solista, uscito il 6 novembre 2007.

## Discografia

### Album
- 2005: Dem Franchize Boyz
- 2006: On Top of Our Game
- 2007: At the Point of No Return

### Singoli
- 2004: White Tee
- 2005: Oh I Think They Like Me (Remix) (feat. Jermaine Dupri, Bow Wow & Da Brat)
- 2005: Lean Wit It, Rock Wit It
- 2006: Ridin' Rims (feat. Peanut & Charlay)